# سومین دوره جوایز بفتا
 سومین دوره جوایز بفتا (به انگلیسی: 3st British Academy Film Awards) در ۲۹ می سال ۱۹۵۰ به افتخار فیلم ۱۹۴۹ در لندن برگزار شد.

## نامزدها و برندگان
- بهترین فیلم بریتانیا: مرد سوم
- بهترین فیلم انگلیسی یا خارجی: دزدان دوچرخه
- بهترین فیلم مستند:  سپیده دم در اودی
- جایزه ویژه برای فیلم:  لا خانواده دوره مارتین
- جایزه سازمان ملل متحد: جستجو